# Калвело
Калвѐло (на италиански: Calvello) е село и община в Южна Италия, провинция Потенца, регион Базиликата. Разположено е на 730 m надморска височина. Населението на общината е 1957 души (към 2013 г.).